# Control financer internacional
El control financer internacional (grec: Διεθνής Οικονομικός Έλεγχος) fou la supervisió de les finances públiques de Grècia imposada per les potències europees, que la tardor de 1897 havien concedit préstecs al país, quatre anys després que es declarés en bancarrota. L'objectiu era el pagament dels deutes de Grècia als seus creditors. El control era exercit per una comissió de sis persones, la Comissió Internacional Financera de Grècia (nom oficial en francès: Commission Internationale Financière de la Grèce).

## Context i pràctiques internacionals precedents
Entre 1857 i 1859, França, Rússia i el Regne Unit havien creat la Comissió d'Investigació Financera Internacional, una comissió amb l'objectiu d'informar de la capacitat de Grècia de retornar el deute de 1833. Aquesta comissió, per intervenció de Rússia, no tenia el paper de controla i assegurar els pagaments; es restringia a un paper consultiu. El resultat de la feina de la comissió fou el pagament d'una quota que el 1860 arribava als 900.000 francs.
La Tunísia otomana va entrar en bancarrota el 1869 amb una situació econòmica similar. Per tal de cobrar els seus deutes, els seus creditors (França, Itàlia i el Regne Unit) van establir la Commission Financière Internationale al país. Aquest comitè era el responsable de l'administració de les finances de l'estat per assegurar el pagament dels deutes tunisians.
L'Imperi Otomà va començar impagaments de forma similar el 1875 i el 20 de desembre de 1881, amb el Decret de Muharrem, va acordar la creació de l'Administració del Deute Públic Otomà (OPDA), una organització cobradora de deute amb 5.000 empleats. L'OPDA tenia més de vint oficines a les províncies de l'imperi, des del Iemen a Tessalònica, amb total llibertat a l'hora de decidir els mètodes de cobrament del deute, i atribuïa els deutes als països creditors.

## Bancarrota de Grècia i derrota a la guerra grecoturca de 1897
El 1893, el govern del primer ministre grec Kharílaos Trikupis va declarar bancarrota. Els creditors del país van imposar un control parcial, que era típic i insubstancial, sense tenir la potestat d'interferir en les finances públiques gregues. El govern grec, que el 1893 invertia més de la meitat dels ingressos en plans de servei, estava assetjat pel clientelisme. Durant els següents anys es van produir negociacions sense èxit. Els primers jocs olímpics moderns (celebrats el 1896) van incrementar les despeses de l'estat.
La situació va canviar quan Grècia es va enfrontar amb Turquia durant la Guerra grecoturca de 1897. Grècia es trobava en una situació complicada, amb les seves forces armades incapaces d'aturar l'avanç de l'exèrcit turc, que ja havia capturat Tessàlia i par de la Grècia central. El país es va veure forçat a acceptar la derrota el 4 de desembre de 1897, amb el Tractat de Constantinoble, que posava la condició que Grècia havia de pagar a Turquia una suma de 4.000.000 de lires otomanes, com a reparació de guerra immediata. El govern d'Aléxandros Zaïmis va haver de negociar préstecs addicionals amb els creditors del país, amb el precedent de bancarrota desavantatjós.
Les negociacions van portar a la imposició del control financer internacional per la reestructuració financera de Grècia, i la garantia subseqüent que el país podria pagar els seus deutes, tant els antics com els nous.

## Condicions del préstec
Les negociacions amb els representants dels creditors (Regne Unit, França, Àustria-Hongria, Imperi Alemany, Rússia i Itàlia) van començar l'octubre de 1897, i van tenir com a resultat la instauració de la Llei 2519/23-2-1898, per la qual la Comissió Internacional Financera s'establia i es reanomenava subseqüentment.
L'acord preveia el següent
1. Atorgament d'un préstec per reparacions de guerra i un "préstec econòmic". Les Grans Potències concedien a Grècia un préstec garantit de 151.300.000 francs. El préstec es va fer servir per pagar 93.900.000 francs a l'Imperi Otomà en reparacions de guerra, el deute estatal actual de 31.400.000 francs, el dèficit de 1897 de 22.500.000 francs i despeses d'emissió de préstecs de 3.500.000 francs.
2. Hipoteca dels ingressos per impostos per retornar els préstecs. Per fer-ho, la comissió va adquirir fonts d'ingressos regulars i va avaluar les agències estatals en eficiència i capacitat de cobrament d'impostos. La Comissió va recaptar els ingressos dels monopolis de sal, oli, llumins, cartes per jugar, papers de cigarrets i esmeril de Naxos, l'impost sobre el tabac, l'impost del timbre i els impostos embargats del Port de Pireu.[6]
3. Reestructuració del deute.

## Segle XX
La Comissió Financera Internacional va seguir a Atenes fins al 1936. Segons alguns observadors, l'experiència no fou totalment negativa per l'adminsitració pública, en permetre a l'estat augmentar els ingressos, i reduir la sortida i l'apropiació indeguda de capital.